# 孫讓
孫讓（1371年—？），字克恭，直隸應天府溧水縣人，民籍，明朝政治人物。進士出身。

## 生平
縣學生，應天府鄉試第五十八名。建文二年（1400年）庚辰科會試第一百二名，殿試登進士三甲。

## 家族
曾祖孫顯、祖父孫富，父亲孫貴。